# マルナカ (製麺メーカー)
株式会社マルナカは、北海道江別市に本拠を構える乾麺の製麺メーカー。

## 概要
うどん、そば、そうめん、ひやむぎ、ラーメンなどの乾麺を製造する老舗メーカー。後述のCMの影響により北海道内での企業知名度は高い。

### CM
北海道内限定で、主に麺類の消費量が増える夏期に、長年に渡り独自制作のCMを放映している。パターンは2種類あり、小学生の子供が、お使いを頼まれてスーパーマーケットにてマルナカの麺を探すが、「あった！」と「ない！ママァー」と叫ぶバージョンが存在する。

## 沿革
- 1933年3月10日 - 村上禮吉が村上製めん所を創業。屋号を「マルナカ」。
- 1951年3月29日 - 札幌食糧工業株式会社を設立。
- 1978年1月 - 商号を株式会社マルナカに変更。
- 1987年3月 - 江別に第2工場を建設、乾燥ラーメンの製造を開始。
- 2000年10月 - マカロニ・スパゲティの生産を終了。
- 2001年4月 - 本社を第2工場に移転。